# Варе, Луи-При
Луи-При Варе (фр. Louis-Prix Varé; 1766—1807) — французский военный деятель, бригадный генерал (1803 год), участник революционных и наполеоновских войн.

## Биография
Родился в Версале в семье швейцарца апартаментов короля Жана Варе (фр. Jean Salomon Varé) и его супруги Катрины Ролина (фр. Catherine Renée Rolinat). Около 1789 года женился на Жанне Ланди (фр. Jeanne Françoise Landy). В браке родились сын Пьер (фр. Pierre Varé; 1789), умерший в младенчестве и дочь Луиза (фр. Louise Varé; 1791—1835).
Варе поступил на военную службу 5 августа 1782 года простым солдатом в драгунский полк Конде. 20 апреля 1788 года вышел в отставку. 14 июля 1789 года возобновил службу в звании младшего лейтенанта Национальной гвардии Версаля, после чего стал старшим адъютантом. 12 июля 1790 года получил звание лейтенанта гренадеров. 19 октября 1791 года произведён в подполковники и возглавил новый 4-й батальон волонтёров Сены и Уазы. С 1792 по 1796 годы служил в рядах Мозельской и Северной армий. Принял участие в сражении при Ондскоте 8 сентября 1793 года.
20 августа 1794 года произведён в полковники, и назначен командиром 43-й полубригады линейной пехоты, в состав которой влился его 4-й батальон. Под началом генерала Моро в составе Северной армии участвовал во взятии Венло в 1794 году. 14 июня 1796 года, после очередной амальгамы, его полубригада получила 54-й номер. Сражался в рядах Армии Батавии под началом генерала Брюна. Принимал участие в отражении англо-русского вторжения в Северную Голландию, сражался 19 сентября 1799 года при Бергене и 2 октября 1799 года при Алкмаре. В 1800 году переведён в Рейнскую армию Моро. Отличился в сражении при Гогенлиндене 3 декабря 1800 года. 23 сентября 1801 года присоединился к Батавской армии генерала Ожеро. В октябре 1802 года Варе был включён в состав экспедиции генерала Виктора в Луизиану, а после отмены экспедиции служил в Ганновере.
29 августа 1803 года был произведён в бригадные генералы в военном лагере Байонны. 16 ноября определён в военный лагерь Бреста.
12 сентября 1805 года возглавил 3-ю бригаду (43-й и 55-й линейные полки) пехотной дивизии генерала Сент-Илера 4-го корпуса Великой Армии. Принимал участие в Австрийской кампании 1805 года, отличился в сражении при Аустерлице, в ходе которого был ранен. Продолжая командовать бригадой, принял участие в Прусской и Польской кампаниях, сражался при Йене и Любеке. 8 февраля 1807 года был тяжело ранен пулями в левую ногу и правое плечо в сражении при Эйлау. Также в этот день погиб полковник 43-го Лемаруа и был смертельно ранен полковник 55-го Сильберман. Генерал Варе после сражения был доставлен в Торн, где несмотря на все старания знаменитого хирурга Перси, умер 14 марта 1807 года в возрасте 41 года.

## Воинские звания
- Солдат (5 августа 1782 года);
- Бригадир (15 июля 1785 года);
- Вахмистр (16 октября 1785 года);
- Младший лейтенант (14 июля 1789 года);
- Лейтенант (12 июля 1790 года);
- Подполковник (19 октября 1791 года);
- Полковник (20 августа 1794 года);
- Бригадный генерал (29 августа 1803 года).

## Награды
Легионер ордена Почётного легиона (11 декабря 1803 года)
 Коммандан ордена Почётного легиона (14 июня 1804 года)